# Municipio de Hanover (condado de Washington, Pensilvania)
El municipio de Hanover (en inglés: Hanover Township) es un municipio ubicado en el condado de Washington en el estado estadounidense de Pensilvania. En el año 2000 tenía una población de 2,795 habitantes y una densidad poblacional de 23 personas por km².

## Geografía
El municipio de Hanover se encuentra ubicado en las coordenadas 40°26′22″N 80°28′27″O / 40.43944, -80.47417.

## Demografía
Según la Oficina del Censo en 2000 los ingresos medios por hogar en la localidad eran de $42,563 y los ingresos medios por familia eran $51,014. Los hombres tenían unos ingresos medios de $40,993 frente a los $25,625 para las mujeres. La renta per cápita para la localidad era de $19,722. Alrededor del 9,3% de la población estaban por debajo del umbral de pobreza.